# Halleby Å
Halleby Å er en å på Vestsjælland, på egnen sydøst for Kalundborg. Den begynder hvor Regstrup Å, der kommer fra Skarresø ved Jyderup, løber sammen med den fra syd kommende Åmose Å; Halleby Å fortsætter mod sydsydvest gennem Åmosen, og løber ud i Tissøs nordøstlige hjørne.
Derfra løber den mod vest til Bjerge Enge, hvor den svinger mod syd ned til brakvandssøen Flasken hvor den løber ud i Storebælt i Jammerland Bugt. Udsætning af fiskeyngel er en fristelse for skarv, som modarbejdes af frivillige.
Halleby Å har oprindeligt haft sit udløb noget nordligere, ved Bjerge Enge men dannelse af strandvoldene der nu hedder Osen har tvunget den sydpå; Ved Osen blev der i 1940 gravet en kanal (Sukkerkanalen) ud til bugten, for at aflaste åen for spildevandsudledninger fra Gørlev Sukkerfabrik.
Åmose Å regnedes tidligere for en del af Halleby Å, hvilket gjorde den til den næst længste å på Sjælland, efter Susåen, med en længde på 62 km.
Halleby Å afvander et areal på ca. 525 km2.
Vandføringen i Halleby Å svinger fra 0 kubikmeter pr. sekund om sommeren til 10 kubikmeter pr. sekund om vinteren.

## Beskyttet område
Flasken og åens udløb er et af de sidste uregulerede å-udløb på Sjælland, og er en del af en naturfredning på i alt 285 hektar, der blev oprettet i 1979; den anden del er Reersø Vejle syd for landtangen til Reersø.
Den øverste del af Halleby Å er en del af habitatområde 156 Store Åmose, Skarre Sø og Bregninge Å
 og det ca. 3.300 ha store habitatområde og fuglebeskyttelsesområde 157 Åmose, Tissø, Halleby Å og Flasken
I 2003 foreslog Friluftsrådet, at der blev oprettet en naturpark, der skulle omfatte Åmosen og Tissø samt dele af Halleby Å. Samtidigt med pilotprojekterne om nationalparkerne gennemførte Friluftsrådet et undersøgelsesprojekt i 2004-2005. Kalundborg, Sorø og Holbæk kommuner har arbejdet videre med planerne. 

## Eksterne kilder og henvisninger
- Salmonsens
- Knud Dahl: Fredede områder i Danmark, 7. udg. 1994

55°33′22″N 11°10′16″Ø / 55.55611°N 11.17111°Ø